# Serie (atletica leggera)
Nell'atletica leggera la serie è ciascuno dei gruppi in cui sono suddivisi gli atleti durante le gare di corsa. A differenza delle batterie, nelle serie gli atleti corrono una sola volta e la classifica viene stilata ordinando tutti i tempi a fine gara (ovvero quando si ricorre alle serie non esiste la fase finale).
Alle serie, nelle competizioni di livello nazionale o internazionale vengono preferite le batterie, anche se talvolta si ricorre alle serie per le gare di mezzofondo. Le serie sono invece più comuni all'interno di gare per le categorie giovanili e/o di rilievo locale.
La composizione delle serie è decisa dal delegato tecnico.